# Temple de Debod

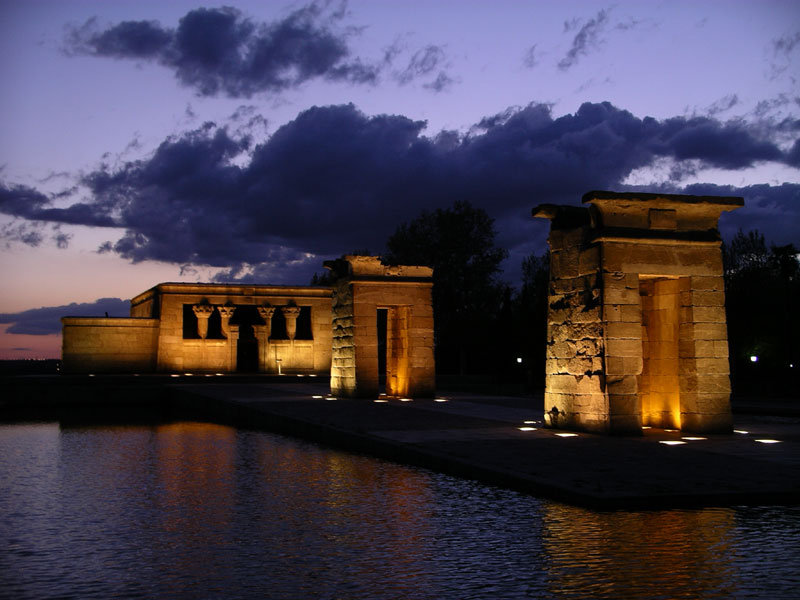
Temple de Debod

El temple de Debod és un temple de l'antic Egipte localitzat actualment a Madrid (Espanya). Està situat a l'oest de la plaça d'Espanya, al costat del passeig del Pintor Rosales (parc de l'Oest), en un turó on es trobava la caserna de la Montaña (en el qual es va produir un sagnant episodi de la Guerra Civil espanyola). En ser traslladat a Espanya, es va situar de manera que conserva aproximadament la mateixa orientació que en el seu lloc d'origen, d'est a oest.
El temple es troba força deteriorat per mor del clima de la Meseta. Espanya va decidir de col·locar el temple de Debod a l«aire lliure al centre de Madrid, cosa que violava les condicions expresses d'Egipte, que especificaven que no podia de ser exposat a l'aire lliure sota cap circumstància», tot rebutjant la proposta més lògica d'instal·lar-lo a Elx.
El temple de Debod fou un regal d'Egipte a Espanya (any 1968), en compensació per l'ajuda espanyola, després de la crida internacional realitzada per la UNESCO per salvar els temples de Núbia, principalment el d'Abu Simbel, en perill de desaparició a causa de la construcció de la presa d'Assuan. Egipte ha donat quatre dels temples salvats a diferents nacions col·laboradores: Dendur als Estats Units (es troba actualment en el Metropolitan Museum de Nova York), Ellesiya a Itàlia (exposat al Museu Egipci de Torí), Taphis als Països Baixos i Debod a Espanya.
Té una antiguitat d'uns 2.200 anys. El seu nucli més antic va ser erigit sota el rei kushita de Mèroe Adikhalamani cap a 200-180 aC, el faraó Ptolemeu VI Filomètor en va continuar la construcció i ampliació, igual que els seus successors Ptolemeu VIII i Ptolemeu XII, dedicat a Ammon de Debod (Amani, en idioma kushita) i Isis.